# 代紋
代紋（だいもん）は、ヤクザの一家を象徴する紋章。組織の規模を問わず、日本のほとんどの暴力団は組織の統制と団結のシンボルとして代紋を定めている。
代紋は明治初期に他の組織との差別化のため定着したのが始まりで、関東は一代限り、関西は代々受け継がれるものだったが、昭和初期になると関東でも親分個人でなく組織のステータスとして跡目へ引き継がれるようになった。主な暴力団の代紋はその意匠から「菱」（山口組）、「稲穂」（稲川会）、「マル住」（住吉会）などの隠語で呼ばれ、またそれは組織を暗に示す代名詞としても使われる（例：「今日は、菱の人間として話をするんやないんやで」）。

山口組の代紋（菱）
稲川会の代紋（稲穂）
住吉会の代紋（マル住）

暴力団の組事務所では、屋内に代紋入りの提灯を掲げて組織の一体感を高めたり、建物正面に代紋を掲出して周辺住民を威圧したりといったことが行われる。また代紋のバッジを見せつけたり、代紋が印刷された名刺を渡し、相手を畏怖させるという使われ方もされる。代紋入りの酒類や菓子類、タオルなどのグッズ類を作り、組関係者や付き合いのある堅気衆へ配るということも行われるが、そうした代紋アイテムを下部組織に大量に買わせて組のシノギとする例もある。
自分の組の代紋を刺青する組員は多い。また暴走族が組へ上納金を納める見返りとして特攻服に代紋を刺繍して誇示するケースもある。
暴力団対策法施行後は暴力団の威力を示すことが容易に警察の介入を招くようになったため、暴力団が組織実態を隠蔽する傾向が強まり、世間一般への代紋の露出は減っている。例えば多くの組事務所からは代紋や看板が撤去され、代紋入りの名刺を持ち歩く者も殆どいなくなった（ただし同業者間での名刺交換はある）。業者も代紋入りの名刺やグッズ類の生産を大っぴらには受注できなくなったが、いまだに需要は多いという。
インターネットオークションサイトで代紋バッジが出品され、警察当局が「公序良俗に反する」などとしてサイト運営者に売買の自粛を申し入れた事例もある。